# E-Prix de Vancouver
El e-Prix de Vancouver iba a ser una carrera anual planificada de monoplazas eléctricos del campeonato mundial de Fórmula E, que se iba a celebrar en Vancouver, Canadá. Estaba previsto que la primera edición hubiese sido en la temporada 2022-23.
Sin embargo, el contrato del e-Prix fue cancelado luego de que el grupo internacional que dirige el circuito terminara su vínculo con los organizadores locales.

## Resultados
| Edición | Piloto    | Equipo    | Circuito    |
| ------- | --------- | --------- | ----------- |
| 2022-23 | Cancelada | Cancelada | False Creek |